# Elisabeth Andreassen
Elisabeth Andreassen (Gotemburgo, Suecia; 28 de marzo de 1958) es una cantante sueco-noruega.

## Biografía
A lo largo de su carrera musical formó parte de numerosas bandas, entre las que se cuentan KEB Special, Chips, Bobbysocks y otros más. Con el grupo Chips acudió al Melodifestivalen sueco en 1981 quedando segunda. Vuelven a presentarse al año siguiente y lo ganan, con lo que son requeridas para representar a Suecia en el Festival de Eurovisión de ese mismo año. Dos años más tarde de nuevo se presenta al Melodi. En 1984 se une a Hanne Krogh formando el popular dúo Bobbysocks, acuden al Festival de Eurovisión en Gotemburgo y ganan el primer premio con la canción La det swinge representando a Noruega. De nuevo acude al Melodi sueco en 1990. Cuatro años más tarde conoce a Jan Werner, forman un dúo con el que la cantante sueca, aunque nacionalizada noruega, vuelve a acudir a Eurovisión para quedar sexta con la canción Duett. En 1996 es seleccionada de nuevo en la final nacional noruega para ir al eurofestival, esta vez en solitario con la canción I Evighet, quedando segunda en Oslo. Elisabeth prosiguió su carrera con éxitos como Pepita danser,Lys og varme y Vem é dé du vill ha, mientras que participaba tanto en el Melodifestivalen como en el Melodi Gran Prix en distintas formaciones.
En la década de los 90 protagonizó varios musicales en Noruega, tales como Sophie´s World, Chess, The Phantom of the Opera y un largo etcétera.
Está casada y tiene dos hijas.

## Discografía en solitario
- Angel of the Morning (1981)
- I'm a Woman (1983)
- Elisabeth Andreasson (1985)
- Greatest Hits Vol. 2 (1985)
- Greatest Hits (1986)
- Älskar, älskar ej (1988)
- Elisabeth (1990)
- Stemninger (1992 to 1994)
- Julestemninger (1993)
- Elisabeth Andreassens bästa 1981-1995 (1995)
- Eternity (1996)
- Bettans jul (1996)
- Så skimrande var aldrig havet (1997)
- 20 bästa (1998)
- Kjærlighetsviser (2001)
- A Couple of Days in Larsville (2004)
- Short Stories (2005)